# چولورا
چولورا (به انگلیسی: Chullora) یک حومه شهر در استرالیا است که در نیو ساوت ولز واقع شده‌است.